# 楊烈
楊烈（1952年10月13日—），原名楊松福，出生於台灣台北市，畢業於台北市立體育學院（早期為體育專校）以及泰北高中（早期為泰北中學）。台灣男藝人、同時也是民主進步黨黨員。

## 生平
楊烈從小愛唱歌，參加歌唱比賽總是拿第一名，1970年獲得臺灣運動會游泳金牌。年輕的楊烈因生長家庭的關係，養成他為朋友兩肋插刀、重情義的個性。在一次重傷後看到年邁的父親無助的眼神，楊烈才恍然發現，自己的生命不只是要對自己負責而已，更該承歡膝下，讓年事已高的父母不再為自己擔心難過。
轉變後的楊烈專心在歌廳駐唱英文歌曲。楊烈天生有著渾厚嘹亮的嗓音，1969年經其二哥介紹到台北市中山北路當時著名的大飯店「美琪飯店」、「中央酒店」等駐唱，展現他在西洋歌曲、日文歌唱的實力，當時他並沒有正式進入演藝圈。直至1983年，楊烈參加台視《全國歌唱名人排行榜》，脫穎而出拿下冠軍，同期的尚有大小百合、羅時豐、康雷、田希仁等人。楊烈被唱片公司相中並簽約，1984年首張唱片以歌曲《如果能夠》暴紅，隔年1986年更以《飛揚的歌手》電視專輯奪下第21屆金鐘獎「男歌星演員獎」，是中英日三聲帶歌手。1988年遠赴香港代表臺北參加亞洲電視《亞洲太平洋歌唱比賽》。楊烈也主持過電視節目，參予首部電視劇《命運的鎖鏈》演出，之後電視劇邀約不斷，從1980年出道至今成為全方位藝人。
長年來，楊烈不僅在歌壇擁有讓人印象深刻的優異表現，也關心社會、積極投入公益活動，長期支持參與志工服務，育幼院、學校、路跑、晚會到消防隊等都有楊烈的足跡，以資深藝人的身份，帶動民間參與公益、關注社會。舉辦慈善演唱會，所得全部捐給一日志工協會。
愛動物的楊烈在1982年花百萬元買屬「橫綱」級的日本土佐犬，還拍攝專輯宣傳帶。2007年起，楊烈積極投入動物保育活動，參與各種動物生命教育課程，帶領志工與助教犬到台北市區各所小學上課，於2009年組織「台北市動物生命教育發展協會」，任第一屆理事長。
2008年，楊烈從演藝界跨足廣播界，在綠色和平電台製作主持知性談話節目《台灣尚青》。2012年，楊烈代表民進黨參選臺北市第一選舉區立法委員，高票落選。在2012年立委選舉後，楊烈展開全台巡迴演唱會，並於2012年12月14日在屏東縣政府文化處藝術館演出。

## 出道歷程
- 1969年在著名的大飯店「美琪飯店」、「中央酒店」等駐唱。
- 1983年參加台視《全國歌唱名人排行榜》。
- 1985年發行首張唱片國語專輯《如果能夠》走紅。
- 1986年代表華視以「飛揚的歌手」電視專輯奪下金鐘獎「最佳男歌星演員獎」。
- 2010年為金曲獎決賽評審之一。

以《如果能夠》這一首經典歌曲拿下金鐘獎最佳男歌手，此時金鐘獎的榮耀圍繞在楊烈的四周，他變得更沉著更冷靜。但是楊烈卻未因得獎而增加收入，反而使他陷入事業的低潮期，不得已的他只好遠走他鄉、開始了日本的駐唱生涯。而妻子藤堂麗子就是被他的日本歌曲所感動，一路來的支持讓楊烈對生活有了新的動力。回台灣後，楊烈除了克盡孝道外，也更盡心盡力的發展演藝事業。舉凡主持、戲劇、演唱、出書……「鐵漢」之名不逕而走。他敬業的精神讓各製作人留下完美的印象。
楊烈情義兄弟變身金鐘歌王
- 楊烈卻認為拿奬是生命中的障礙，他說：「得了獎好像很得意，但我開始感到茫然，也不知道怎麼跟人打招呼，加上唱片公司要我走清純歌手路線，我嚴重排斥，買了機票後就到日本沉潛。」在日本，楊烈不僅到旅行社跑業務，還要在當地Club駐唱，看到來自各國的高水準表演，他了解到什麼是「人外有人、天外有天」，藉此提升歌唱實力。
- 在日本與藤堂麗子相戀結婚，生有一女。回到台灣繼續從事歌唱事業，並開始演戲，行事作風突然脫胎換骨。楊烈說：「我也不敢相信我居然會去演戲，因為我個性很矜持，現在演戲能讓自己灑脫一點。」[2]

## 音樂作品

### 專輯
| 發行日期   | 專輯名稱                      | 專輯曲目 | 發行公司   |
| ---------- | ----------------------------- | --- | ---------- |
| 1980年5月  | 《楊松福成名專輯-五月のばら》 | 曲目 1. 五月のばら 2. みちづれ 3. 別れの鐘の音 4. 千曲川 5. 忘れてほしい 6. 蟬時雨 7. 惜春 8. 北國之春 9. 針葉樹 10. すきま風                                                                   | 田園唱片   |
| 1982年4月  | 《請你想看覓》                | 曲目 1. 請你想看覓 2. 一人一款命 3. 覺醒 4. 社會人 5. 風淒淒雨綿綿 6. 應該着案呢！ 7. 懺悔 8. 月光夜 9. 好好考慮 10. 心聲淚 11. 無情人 12. 酒場小巷                                             | 田園唱片   |
| 1985年2月  | 《如果能夠》                  | 曲目 1. 不敢再看你的眼睛 2. 珍重再見(無情荒地有情天主題曲) 3. 至上的愛情 4. 一種錯覺 5. 情空 6. 如果能夠 7. All My Loving 8. 深夜 9. 愛未用完之前 10. 我依然承受 11. 珍重再見(演奏曲)           | 鉅聲唱片   |
| 1986年2月  | 《西洋歌曲輯(I)》             | 曲目 1. It's all because of you 2. Love theme 3. How can.. 4. Les bicyclettes.. 5. Can't take. 6. Saving all.. 7. Quando Quando 8. Memory 9. Another time.. 10. And I.. 11. A man.. 12. 英雄劫  | 鉅聲唱片   |
| 1986年     | 《唐人街警探》                | 曲目 1. 難道你不會 2. 為了你 3. 等你回頭 4. 孤獨的冬季 5. 誰能讓我告訴他 6. 這首歌 7. 電話 8. 讓時光倒轉 9. 愛的感覺 10. 最後的線索 11. 電話                                                    | 鉅聲唱片   |
| 1986年9月  | 《西洋歌曲輯(II)》            | 曲目 1. Love boat 2. After the loving 3. My way 4. Moonlight lady 5. Wild flower 6. A place.. 7. 難把你忘記 8. To all the girls.. 9. The last waltzs 10. Just the way.. 11. Oh girl 12. Whene.. | 鉅聲唱片   |
| 1987年6月  | 《夏日序幕》                  | 曲目 1. 夏日序幕 2. 繼續下去 3. 一切的開始 4. 也是陷阱 5. 街角追情 6. 沙灘寄情 7. 永恆的情歌 8. 今夜那裡去 9. 夢中的倩影 10. 難把妳忘記                                                         | 鉅聲唱片   |
| 1987年12月 | 《愛在沸騰》                  | 曲目 1. 難忘的旋律 2. 快樂時光 3. 愛在沸騰 4. 失敗的演員 5. 我想給你所有的愛 6. 飄零 7. 登上高峰 8. 等待別的寂寞 9. 空白的夜 10. 今夜留給自己 11. 當你離開我以後 12. 沒有愛                     | 鉅聲唱片   |
| 1988年10月 | 《相思無了時》                | 曲目 1. 相思無了時 2. 過去的代誌 3. 阮的心情 4. 病相思 5. 無你的生活 6. 命運的鎖鍊 7. 咱兩人 8. 思慕的人 9. 燒酒一杯 煙一支 10. 暗淡的月                                                        | 新作有聲   |
| 1989年11月 | 《給我一天能真正被愛》        | 曲目 1. 太陽雨 2. 我的愛˙我唯一的愛 3. 給我一天能真正被愛 4. 想哭的話˙就像小時候 5. 何不相信 6. 黃河夜夜入夢來 7. 如果離開你 8. 別無選擇 9. 最高的愛 10. 組曲                                   | 可登唱片   |
| 1990年     | 《日語精曲》                  | 曲目 1. 契り 2. さよならをもう一度 3. 別れの鐘の音 4. 橫濱たそがれ 5. おまえとふたり 6. 惜春 7. 旅鴉 8. 千曲川 9. うそ 10. 倖せさがして 11. 細雪 12. 中の島ブル一ス                             | 田園唱片   |
| 1991年2月  | 《新男人》                    | 曲目 1. LONEY 寂寞 2. 夢已枯乾 3. 我並不是真心放棄 4. 拒絕再一次傷悲 5. 野蠻式的溫柔 6. 莎喲娜啦我的愛 7. 我不是讓愛疲倦的人 8. 我愛我笑我哭 9. 痛 10. 再擁抱一個明天                           | 名冠唱片   |
| 1992年1月  | 《愛到不醉不歸》              | 曲目 1. 愛到不醉不歸 2. 逃離他的擁抱 3. Oh ! Girl 4. 當愛情緩緩遠走 5. 拿得起，放不下 6. 忘了問，忘了等，忘了疼 7. 虛度今生又何妨 8. 飄雪 9. 男人的情緒叫酒 10. 真的                            | 萬星傳播   |
| 1994年     | 《用心甲我愛》                | 曲目 1. 用心甲我愛 2. 情路這呢窄(vs狄鶯) 3. 等妳到天光 4. 傷心碼頭 5. 抓不著的溫柔 6. 愛妳今生到來生 7. 交心酒(vs狄鶯) 8. 風中的玫瑰 9. 為妳醉歸暝 10. 從來不曾有這呢孤單 11. 無煩無惱 12. 感激 | 派瑞德企業 |

### 電影、電視主題曲
- 電影《無情荒地有情天》主題曲〈珍重再見〉；收錄於《如果能夠》專輯
- 華視《聖劍飛鷹》主題曲〈聖劍飛鷹〉（女聲：王善）
- 華視《命運的鎖鏈》片尾曲《命運的鎖鏈》；收錄於《相思無了時》專輯
- 華視《紅塵有愛》插曲〈我的愛、我唯一的愛〉；收錄於《給我一天能真正被愛》專輯
- 三立台灣台《歐吉尚遊台灣》片頭曲
- 電視劇《苦力》主題曲〈為你在活〉
- 電視劇《明星養老院》主題曲〈超級大明星〉

## 主持作品
- 華視《水中突擊隊》、《開心果》
- 超級太陽台《鴿王、歌王》
- 2007年9月9日「築夢踏實奧運騰昇」運動精英獎頒獎典禮，在高雄市立社會教育館舉行，由楊烈及裘海正搭擋擔任典禮主持人。
- 2008年在「綠色和平電台」以理性、溫和製作主持《台灣尚青》知性談話節目。
- 2010年三立《歐吉尚遊台灣》主持人：楊烈與廖峻；2011年後改由廖峻與吳佳珊接棒主持。

## 電影
| 上映日期       | 片名                    | 飾演     |
| -------------- | ----------------------- | -------- |
| 1988年         | 《記得當時年紀小》      |          |
| 1989年         | 《七隻狐狸八條狗》      | 大尾父   |
| 1990年         | 《鄭進一的鬼故事》      |          |
| 1990年         | 《成功嶺上2－全面出擊》 | 焦志文   |
| 2012年5月18日  | 《貧民英雄》            | 角頭老大 |
| 2012年8月31日  | 《球來就打》            | Bada老大 |
| 2014年1月29日  | 《大稻埕》              | 林坤元   |
| 2015年10月30日 | 《愛情算不算》          | 正雄父   |
| 2015年11月13日 | 《菜鳥》                | 議長     |
| 2017年10月6日  | 《盜命師》              | 潘萬年   |
| 2017年12月29日 | 《衝組》                | 楊烈     |

## 電視劇
| 首播日期       | 播出頻道         | 劇名                           | 飾演             |
| -------------- | ---------------- | ------------------------------ | ---------------- |
| 1988年         | 華視             | 《命運的鎖鏈》                 |                  |
| 1989年6月5日   | 華視             | 《望你早歸》                   |                  |
| 1990年         | 華視             | 《阿雄的初戀情人》             |                  |
|                | 華視             | 《關仔嶺之戀》                 |                  |
| 1995年10月12日 | 超視             | 《我們一家都是人－寶島大國民》 |                  |
|                | 中視             | 《請你原諒》                   | 葉鐵城           |
| 1997年         | 中視             | 《天公疼好人》                 | 二齒             |
| 1997年4月28日  | 中視             | 《金色夜叉》                   | 詹金榮           |
|                | 中視             | 《黑面蔡的女兒》               |                  |
| 1997年         | 台視             | 《根》                         | 陳明輝           |
| 1998年11月18日 | 中視             | 《大姐當家》                   | 林阿坤           |
| 1999年5月3日－ | 三立台灣台       | 《鳥來伯與十三姨》             | 曾有義           |
| 1999年10月4日  | 華視             | 《台灣靈異事件－重生》         | 李永泰           |
| 2000年1月5日   | 台視             | 《殺夫》                       | 陳江水           |
| 2000年4月22日  | 民視             | 《民視劇場-我要努力做好人》    | 楊狗             |
| 2000年11月23日 | 民視             | 《飛龍在天》                   | 老師父           |
| 2001年3月1日   | 台視             | 《流氓教授》                   | 溪仔（林進發）   |
| 2002年         | 三立台灣台       | 《桂花巷》                     | 秦萬富           |
| 2002年         | 台視             | 《阿母的甘苦人生》             | 水平老師         |
| 2003年1月7日   | 台視             | 《名揚四海》                   | GIGI父           |
| 2004年10月18日 | 台視             | 《野球風雲》                   | 老伊藤           |
| 2004年11月     | 公視             | 《一樣的月光》                 | 劉金水           |
| 2005年8月17日  | 華視             | 《舊情綿綿》                   | 林阿木           |
| 2006年         | 華視             | 《水色嘉南》                   | 米村父           |
| 2006年8月16日  | 三立台灣台       | 《天下第一味》                 | 佐藤光一         |
| 2007年9月19日  | 三立台灣台       | 《我一定要成功》               | 張好天           |
| 2008年3月12日  | 台視             | 《天上聖母媽祖第二單元》       | 鎮南大將軍       |
| 2008年6月25日  | 三立台灣台       | 《真情滿天下》                 | 蕭燦堂           |
| 2008年5月7日   | 台視             | 《懷玉傳奇千金媽祖第三單元》   | 卡蒙             |
| 2009年9月2日   | 三立台灣台       | 《天下父母心》                 | 劉添丁           |
| 2010年7月30日  | 三立台灣台       | 《戲說台灣－白賊七觕丘罔舍》   | 王天霸           |
| 2011年4月25日  | 客家電視台       | 《醬園生》                     | 鍾本榮           |
| 2011年5月30日  | 公視             | 《我的拼湊家庭》               | 銘父             |
| 2011年11月29日 | 三立台灣台       | 《牽手》                       | 歐陽先生         |
| 2012年4月6日   | 三立台灣台       | 《雨夜花》                     | 廟口王           |
| 2012年8月31日  | 三立台灣台       | 《阿爸的願望》                 | 蔡武雄           |
| 2012年11月21日 | 三立台灣台       | 《天下女人心》                 | 江大海蔣天養     |
| 2013年2月9日   | 公共電視台       | 《穿越101》                    | 李子順           |
| 2013年3月29日  | 三立台灣台       | 《含笑食堂》                   | 蔡講             |
| 2013年11月15日 | 三立台灣台       | 《我的自由年代》               | 鄭大巍           |
| 2014年7月31日  | 三立台灣台       | 《世間情》                     | 土地公           |
| 2014年8月15日  | 三立台灣台       | 《阿母》                       | 彭旺山           |
| 2015年1月16日  | 台視             | 《新世界》                     | 江鑑銘           |
| 2015年7月28日  | 三立台灣台       | 《親家》                       | 羅崑城           |
| 2015年5月4日   | 大愛電視台       | 《男丁格爾》                   | 李父             |
| 2015年5月12日  | 大愛電視台       | 《幸福在我家》                 | 李鯤暝           |
| 2015年6月      | 三立台灣台       | 《珍珠人生》                   | 鈴木先生         |
| 2015年7月28日  | 三立台灣台       | 《甘味人生》                   | 楊水德           |
| 2015年9月      | 大愛電視台       | 《金門大國銘》                 | 李父             |
| 2016年3月4日   | 三立台灣台       | 《紫色大稻埕》                 | 郭雪湖           |
| 2016年         | 台視、三立都會台 | 《後菜鳥的燦爛時代》           | 羅董             |
| 2016年         | 公共電視台       | 《今晚，你想點什麼？》         | 阿萬師           |
| 2016年7月      | 台視、三立都會台 | 《狼王子》                     | 杜百全           |
| 2017年6月14日  | 三立台灣台       | 《一家人》                     | 林朝陽           |
| 2017年7月29日  | 公共電視台       | 《他們在畢業的前一天爆炸2》    | 賀興隆           |
| 2018年5月10日  | 大愛電視台       | 《智子之心》                   | 林朝棟           |
| 2018年         | 台視             | 《情·份》                      | 楊進展           |
| 2018年         | 三立都會台、台視 | 《三明治女孩的逆襲》           | 瞿大風           |
| 2018年         | 無綫電視         | 《愛情沒有來的時候》           | 龍哥             |
| 2019年         | 公視             | 《苦力》                       | 李廣德           |
| 2019年         | 公視             | 《不死三振》                   | 烈哥             |
| 2020年         | friDay影音、公視 | 《國際橋牌社》                 | 黎清波           |
| 2020年         | 台視、三立都會台 | 跟鯊魚接吻                     | 齊永泰           |
| 2020年         | 公視             | 《路～台灣Express～》          | 中野赳夫呂燿宗   |
| 2020年         | 三立台灣台       | 《天之驕女》                   | 方崇發           |
| 2020年         | 三立台灣台       | 《戲說台灣》-潛水媽挽胭脂蟲    | 月老星君         |
| 2021年         | 大愛電視台       | 《飄洋過海來愛你》             | 志宗父           |
| 2021年         | YouTube、公視    | 《國際橋牌社2》                | 黎清波           |
| 2022年         | 大愛             | 《天下第一招》                 | 吳天賜           |
| 2023年         | 公視             | 《牛車來去》                   | 陳進丁           |
| 2023年         | 八大綜合台       | 《奇蹟》                       | 范弘达           |
| 2023年         | 公視、YouTube    | 《和平歸來》                   | 黎清波           |
| 2023年         | 民視             | 《市井豪門》                   | 江大海江海(海王) |
| 2023年         | 公視             | 《八尺門的辯護人》             | 洪振雄           |
| 2024年         | 華視、公視台語台 | 《我的意外室友》               | 周先生           |
| 2024年         | 華視、公視台語台 | 《無罪推定》                   | 姜老             |
| 2024年         | 華視、公視台語台 | 《孔雀魚》                     | 張爸             |
| 2025年         | 華視、公視台語台 | 《火車來去》                   | 王樹榮           |

## MV演出
- 2014年 黃文星《我沒置這》
- 2024年 沒有才能《此時此刻》
- 2024年 沒有才能《勇敢愛一次》

## 舞台劇&音樂劇
- 《時光の手箱：我的阿爸和卡桑》飾演「顏欽賢」(2019年)
- 《十二碗菜歌》飾演「總鋪師-阿火師」(2019年)
- 《十二碗菜歌》飾演「總鋪師-阿火師」(2020年)
- 《明星養老院》飾演「龍上龍」（2020年高雄至德堂）
- 《明星養老院》飾演「龍上龍」（2021年台中歌劇院）
- 《明星養老院》飾演「龍上龍」（2022年國父紀念館）
- 《時光の手箱：我的阿爸和卡桑》飾演「顏欽賢」(2022年)
- 《熱帶天使》飾演「林逸平/老年」《原型即作者》陳千武（2023年）
- 《如果能夠，再唱一首老情歌》飾演「楊烈」（2024年）
- 《熱帶天使-星聲登場》飾演「林逸平/老年」《原型即作者》陳千武（2025年）

## 出版作品

### 書籍
| 出版日期      | 書籍名稱                                 | 性質       | 出版社   | ISBN               |
| 2004年3月31日 | 《我家就是動物園－楊烈的寶貝寵物全紀錄》 | 動物類書籍 | 台視文化 | ISBN 9789575656058 |

## 公益歌曲
| 年份   | 活動日期 | 活動名稱                         | 單位名稱                              |
| 1985年 | 9月15日  | 《明天會更好》六十位知名歌手合錄 | 消費者文教基金會                      |
| 2003年 | 5月15日  | 《抗煞發聲團》抗SARS之歌         | 三立藝人+主播共33位合唱節目總監澎恰恰 |
| 2009年 | 8月15日  | 《台灣一定會平安合唱演唱者》     | 三立33位主播+藝人合錄歌曲激勵88災民   |

## 政治活動

### 2012年中華民國立法委員選舉
2011年7月13日民進黨中執會通過徵召楊烈參選臺北市第一選舉區立法委員，並對上連任七屆的國民黨資深立委丁守中，而在隔年1月14日以近30000票之差高票落選。
| 2012年臺北市第一選舉區（北投區、士林區天母等13里）選舉結果 | 2012年臺北市第一選舉區（北投區、士林區天母等13里）選舉結果 | 2012年臺北市第一選舉區（北投區、士林區天母等13里）選舉結果 | 2012年臺北市第一選舉區（北投區、士林區天母等13里）選舉結果 | 2012年臺北市第一選舉區（北投區、士林區天母等13里）選舉結果 | 2012年臺北市第一選舉區（北投區、士林區天母等13里）選舉結果 | 2012年臺北市第一選舉區（北投區、士林區天母等13里）選舉結果 |
| 號次                                                       | 候選人                                                     | 政黨                                                       | 得票數                                                     | 得票率                                                     | 當選標記                                                   |                                                            |
| ---------------------------------------------------------- | ---------------------------------------------------------- | ---------------------------------------------------------- | ---------------------------------------------------------- | ---------------------------------------------------------- | ---------------------------------------------------------- | ---------------------------------------------------------- |
| 1                                                          | 張育憬                                                     | 台灣綠黨                                                   | 4,733                                                      | 2.34%                                                      |                                                            |                                                            |
| 2                                                          | 張志傑                                                     | 台灣國民會議                                               | 2,236                                                      | 1.11%                                                      |                                                            |                                                            |
| 3                                                          | 鄭光照                                                     | 中華民國臺灣基本法連線                                     | 690                                                        | 0.34%                                                      |                                                            |                                                            |
| 4                                                          | 丁守中                                                     | 中國國民黨                                                 | 112,571                                                    | 55.65%                                                     |                                                            |                                                            |
| 5                                                          | 楊烈                                                       | 民主進步黨                                                 | 82,040                                                     | 40.56%                                                     |                                                            |                                                            |

## 獎項紀錄
| 年份   | 頒獎典禮     | 獎項                       | 作品               | 角色   | 結果 |
| ------ | ------------ | -------------------------- | ------------------ | ------ | ---- |
| 1986年 | 第21屆金鐘獎 | 最佳男歌星演員獎           | 《飛揚的歌手》     |        | 獲獎 |
| 2020年 | 第55屆金鐘獎 | 戲劇節目男配角獎           | 《苦力》           | 李廣得 | 提名 |
| 2024年 | 第59屆金鐘獎 | 迷你劇集／電視電影男配角獎 | 《八尺門的辯護人》 | 洪振雄 | 提名 |

## 外部連結
- 楊烈 YONG LEA的Facebook專頁
- 楊烈在互联网电影资料库（IMDb）上的資料（英文）
- 楊烈在香港影庫上的簡介
- 楊烈在台灣電影網上的資料（繁體中文）